# Хакерская этика и дух информационной эры
Хакерская этика и дух информационной эры (англ. The Hacker Ethic and the Spirit of the Information Age) — книга финского философа Пекки Химанена, изданная в 2001 году и включающая в себя предисловие от создателя операционной системы Linux Линуса Торвальдса и эпилог от социолога Мануэля Кастельса. Книга посвящена современным вопросам информационного общества.
В предисловии Линус Торвальдс излагает одну из трактовок так называемого «закона Линуса»:

Закон Линуса гласит, что все наши мотивации можно разделить на три основные категории. И что более важно, прогресс означает прохождение через те же три категории, как «фазы» в процессе эволюции, то есть перемещение из категории в следующую категорию. Эти категории, по порядку — «выживание», «социальная жизнь» и «развлечение».